# Алексеев, Пётр Григорьевич
Пётр Григо́рьевич Алексе́ев (22 августа 1918, Смоленская область — 7 апреля 1959, Ленинград) — разведчик 111-й гвардейской отдельной разведывательной роты, гвардии ефрейтор — на момент представления к награждению орденом Славы 1-й степени.

## Биография
Родился 22 августа 1918 года в деревне Маркино (ныне — Ельнинского района Смоленской области). В 1935 году окончил 7 классов Солодовинской средней школы. Работал в колхозе. Затем переехал в город Ленинград. Работал кладовщиком в тресте столовых Смольнинского района.
В мае 1941 года был призван в Красную Армию Смольнинским райвоенкоматом. В 1942 году окончил полковую школу, освоил специальность сапера.
На фронте в Великую Отечественную войну с мая 1942 года. Весь боевой путь прошёл с составе одной дивизии — 14-й стрелковой, преобразованной в декабре 1944 года в 101-ю гвардейскую. Воевал на Карельском и 2-м Белорусском фронтах. Участвовал в оборонительных боях на Мурманском направлении, в Петсамо-Киркенесской и Восточно-Померанской операциях.
За период боев на Карельском фронте с мая 1942 по октябрь 1943 года ефрейтор Алексеев в составе саперного взвода 325-го стрелкового полка участвовал в боевой практической деятельности по инженерному обеспечению стрелковых подразделений. Показал свои способности на установке минных заграждений перед передним краем нашей обороны, устройству проходов в них и особенно участвуя в разградительных группах при действии разведвзвода. За этот период со своим отделением построил 3 дота, установил более 3 км проволочных заграждений. Лично установил более 1000 противопехотных и противотанковых мин. 23 раза обеспечивал действия полкового разведвзвода при выходе на передний край противника, лично сделал 9 проходов в минных полях и проволочных заграждениях, снял 130 мин, не имея ни одного несчастного случая. Награждён орденом Красной Звезды. Был трижды ранен, всегда возвращался в свою часть.
Летом 1944 года ефрейтор Алексеев воевал уже в дивизионной разведке, в 35-й разведывательной роте той же дивизии, сапером-разведчиком.
15 июля 1944 года в районе юго-восточнее населенного пункта Большая Западная Лица ефрейтор Алексеев, обеспечивая продвижение разведгруппы, проделал проходы в минном поле, сняв 17 мин. Своими действиями позволил разведгруппе неожиданно ворваться в траншею врага.
Приказом по частям 14-й стрелковой дивизии от 11 сентября 1944 года ефрейтор Алексеев Пётр Григорьевич награждён орденом Славы 3-й степени.
17 августа 1944 года в районе юго-восточнее населенного пункта Большая Западная Лица ефрейтор Алексеев, действуя в составе разведгруппы, первым ворвался в траншею противника, уничтожил трех вражеских солдат, четвёртого одолел в рукопашной схватке, взял в плен и доставил в своё расположение.
Приказом по войскам 14-й армии от 11 октября 1944 года ефрейтор Алексеев Пётр Григорьевич награждён орденом Славы 2-й степени.
Неоднократно отличился в ходе наступательных боях в ходе Петсамо-Киркенесской операции. В составе разведгруппы несколько раз проникал в тыл противника, пересек норвежскую границу и доставлял ценные сведения о противнике. В боях за город Киркенес 25 октября разведгруппа, в составе которой был Алексеев, переправилась через залив, высадился порту, захватила береговые укрепления и 2 орудия и удержали их до подхода основных сил. За эти бои был награждён орденом Красного Знамени.
После боев на севере в декабре 1944 года дивизия была выведена в тыл, в резерв ставки, а с января 1945 года, уже как 101-я гвардейская, участвовала в боях на 2-м Белорусском фронте.

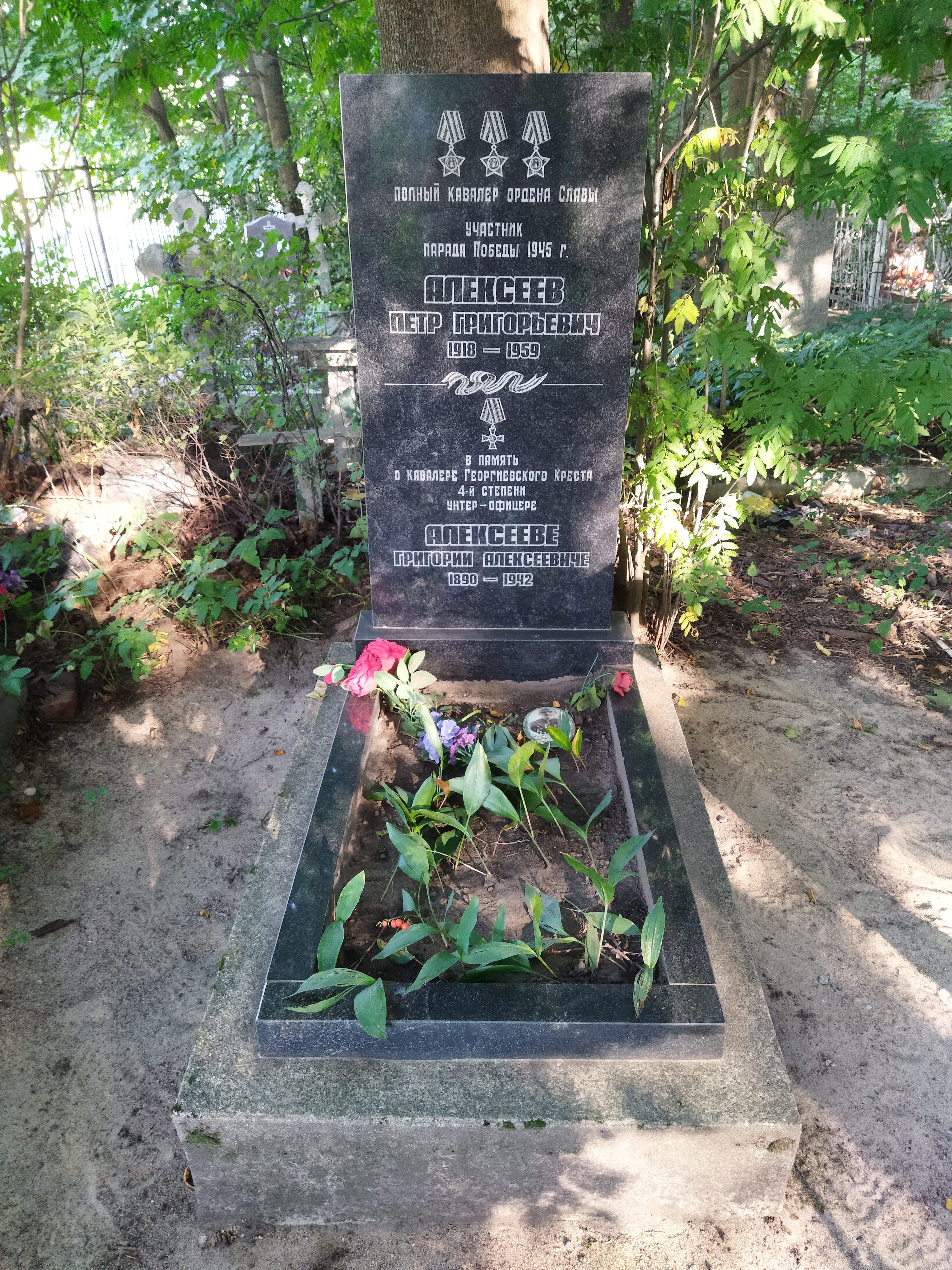
Могила П. Г. и Г. А. Алексеевых

4 марта 1945 года близ населенного пункта Фрицскоф севернее города Руммельсбург, гвардии ефрейтор Алексеев из личного оружия поразил 2 солдат врага и одного пленил. 13 марта отражая контратаку противников, подавил пулемет. 14 марта под сильным огнём противника вынес в безопасное место тело погибшего командира разведроты гвардии старшего лейтенанта Покрамовича. Был представлен к награждению орденом Славы 1-й степени.
Указом Президиума Верховного Совета СССР от 29 июня 1945 года за образцовое выполнение заданий командования в боях с захватчиками ефрейтор Алексеев Пётр Григорьевич награждён орденом Славы 1-й степени. Стал полным кавалером ордена Славы.
После войны продолжал службу в армии. Участник Парада Победы на Красной площади. В марте 1946 года был демобилизован.
В декабре 1951 года был призван в Военно-морской флот с присвоением воинского звания старший лейтенант. Повторно демобилизован в марте 1952 года.
Жил в городе Ленинграде. Работал на киностудии Леннаучфильм рабочим.
Скончался 7 апреля 1959 года.
Похоронен на Большеохтинском кладбище Санкт-Петербурга рядом с отцом Алексеевым Григорием Алексеевичем (1890—1942) — георгиевским кавалером.

## Награды
Награждён орденами Красного Знамени, Красной Звезды, Славы 1-й, 2-й и 3-й степени, медалями, нагрудным знаком «Отличный разведчик».